# پرسی والترز
پرسی ملموث والترز (به انگلیسی: Percy Melmoth Walters) بازیکن فوتبال زادهٔ ۳۰ سپتامبر ۱۸۶۳ اهل کشور انگلستان بود که سابقهٔ بازی در تیم ملی فوتبال انگلستان را در کارنامهٔ خود دارد. وی در تاریخ ۲۸ فوریه ۱۸۸۵ نخستین بازی ملی خود را در مقابل تیم ملی فوتبال ایرلند انجام داد و با حضور در ۱۳ بازی ملی، در تاریخ ۵ آوریل ۱۸۹۰ واپسین بازی ملی‌اش را در برابر تیم ملی فوتبال اسکاتلند برگزار کرد.